# Axel Ramm
Axel Ramm (17. oktober 1870 på Frederiksberg – 25. maj 1944 i København) var en dansk officer, bror til Paul Ramm.
Ramm var søn af oberstløjtnant og direktør P.G. Ramm og hustru, blev student 1889 fra Metropolitanskolen (samme årgang som prins Christian, senere Christian X), gennemgik i 1890-92 Hærens Officersskoles næstældste klasse, blev 1892 sekondløjtnant og premierløjtnant i artilleriet, 1909 kaptajn, 1919 oberstløjtnant og bataljonschef (3. kystartilleribataljon, 2. kystartilleribataljon fra 1921), chef for 6. artilleriafdeling 1923, 1926 oberst og regimentschef (2. feltartilleriregiment) og afskedigedes 1932 på grund af alder. 1907-11 var han til tjeneste i Krigsministeriet, 1909-11 tillige fungerende adjudant hos forsvarsministeren, 1912-16 adjudant hos kongen og forrettede 1913-15 atter tjeneste i Krigsministeriet.
Ramm var delegeret for Dansk Røde Kors og tilså i 1916 tilstanden i lejrene for de tysk-østrigske krigsfanger i Rusland og var 1917-19 i spidsen for Dansk Røde Kors' krigsfangekontor i Berlin. 1920 var han Danmarks repræsentant i den internationale kommission til fastlæggelse af den dansk-tyske grænse og deltog 1924 og 1934 i den traktatmæssige besigtigelse af denne. Han var medlem af bestyrelsen for Foreningen til Opførelse af Alderdomsfriboliger, for Folkekuranstalten ved Hald og for Danske Statsembedsmænds Samråds Enkebolig; formand i Syge- og Begravelseskassen af 1872, medlem af hovedbestyrelsen for Dansk Røde Kors og fra 1932 af sammes forretningsudvalg, medlem af repræsentantskabet for Pensions- og Livrenteinstituttet af 1919 og for Dansk Folkeforsikringsanstalt. 1910 blev Ramm Ridder af Dannebrog, 1919 Dannebrogsmand og 1921 Kommandør af 2. grad af Dannebrog.
Axel Ramm blev gift 20. juli 1900 i Holmens Kirke med Georgine Frederikke Harhoff (17. januar 1879 i København – 3. februar 1966 på Frederiksberg), datter af bankdirektør Poul Christian Conrad Harhoff (1843-1927) og Magna Valborg Julie Augusta Muus (1850-1933).
Han er begravet på Vestre Kirkegård.